# Spinegesina hiekei
Spinegesina hiekei – gatunek chrząszcza z rodziny kózkowatych i podrodziny zgrzypikowych. Jedyny przedstawiciel rodzaju Spinegesina.

## Zasięg występowania
Gatunek ten występuje na płd. Borneo.